# تپه نظرآباد علیا ۳
تپه نظرآباد علیا ۳ مربوط به سده‌های اولیه دوران‌های تاریخی پس از اسلام است و در شهرستان کرمانشاه، بخش مرکزی، دهستان بالادربند، ۱۵۰ متری جنوب شرق روستای نظرآباد علیا واقع شده و این اثر در تاریخ ۷ خرداد ۱۳۸۷ با شمارهٔ ثبت ۲۲۷۹۵ به‌عنوان یکی از آثار ملی ایران به ثبت رسیده است.